# Isolona perrierii
Isolona perrierii är en kirimojaväxtart som beskrevs av Friedrich Ludwig Diels. Isolona perrierii ingår i släktet Isolona och familjen kirimojaväxter. Inga underarter finns listade i Catalogue of Life.